# Calyptrocolea aureomarginata
Calyptrocolea aureomarginata là một loài rêu tản trong họ Adelanthaceae. Loài này được (R.M. Schust.) R.M. Schust. mô tả khoa học lần đầu tiên năm 2002.